# Набуко (газопровод)
Вижте пояснителната страница за други значения на Набуко.
„Набуко-Запад“, наричан още Турско-австрийски газопровод, е изоставен проект за газопровод за превоз на природен газ от турско-българската граница до Австрия през територията на България (424 km), Румъния и Унгария. Източници на природен газ се очаква да бъдат Азербайджан и Иран.

## Описание
Това е модификация на оригиналния проект за тръбопровода „Набуко“, който е трябвало да преминава от Ерзурум в Турция до Баумгартен ан дер Март в Австрия. Целта на газопровода „Набуко“ е да диверсифицира доставчиците на природен газ и маршрутите за доставка за Европа, като по този начин намали зависимостта на континента от руските енергийни доставки. Първоначалният проект е подкрепен от няколко страни членки на ЕС, както и от САЩ, и се разглежда като конкурент на проекта „Южен поток“. Главният доставчик се очакваше да бъде Иран, с потенциални доставки от Азербайджан, Туркменистан и Египет. Основните доставки за „Набуко-Запад“ ще се осъществяват от находището „Шах Дениз“ чрез планувания Трансанадолски газопровод.
Газопроводът ще бъде с обща дължина 1329 km. Предвиденият годишен капацитет е 10 до 23 млрд. m3 газ. След стартирането на алтернативния руски проект „Южен поток“ се очаква бързо развитие и по този мегапроект.
Подготовката на този проект започва през 2002 г., а на 13 юли 2009 г. основните страни участници в „Набуко“ (Турция, България, Румъния, Унгария и Австрия) подписват междуправителствено споразумение в Анкара в подкрепа на проекта. Проектът се осъществява от компанията Nabucco Gas Pipeline International GmbH, учредена през 2004 г. във Виена. Акционери в компанията са: OMV (Австрия), FGSZ (Унгария), Transgaz (Румъния), BOTAŞ (Турция), Български енергиен холдинг (България).
През февруари 2008 г. в дружеството влиза и компанията RWE (Германия), която също получава равен дял в проекта, за сметка на дяловете на останалите участници. През същото време френската компания Gaz de France получава отказ за включване в проекта, въпреки заявеното желание, а Газпром и OMV договарят смесено дружество с по 50% участие, което ще управлява газовия разпределителен център в Баумгартен (Австрия). През април 2013 г. RWE продава своя дял от проекта „Набуко Запад“ на OMV. През май 2013 е обявено, че френският гигант GDF Suez ще се присъедини към акционерите в проекта.
Nabucco International е предложила на консорциума „Шах Дениз 2“ да придобие 50% от проекта „Набуко“. Останалите 50% ще се разпределят между сегашните акционери.
След обявяването на строителството на Трансанадолския газопровод е представен проектът за Набуко-Запад. Изграждането му зависи от решението на консорциум „Шах Дениз 2“ за предпочитан маршрут за износ на природен газ и транспортирането му до Централна Европа. След решението му в края на юни 2013 г. да предпочете Трансадриатическия газопровод пред Набуко, акционерите на Набуко трябва да решат следващите стъпки за развитието на проекта.
В края на месец юни 2013 г. консорциумът „Шах Дениз 2“ ще обяви предпочитаното трасе за износ на природен газ и транспортирането му до Централна Европа.
Строителството на „Набуко Запад“ може да започне през 2015 г. Първите доставки могат да бъдат в периода от края на 2018 до началото на 2019 г.

## Мотивация
Проектът „Набуко“ е подкрепен от Европейския съюз и САЩ. В програмата за трансевропейските енергийни мрежи (TEN – E), газопроводът „Набуко“ е определен като проект от стратегическо значение. Една от целите на проекта е да подобри достъпът на Европейския съюз до източниците на природен газ в региона на Каспийско море и Близкия изток. Проектът е задвижван от намерението на Съюза да диверсифицира своите текущи енергийни доставки и да се намали зависимостта си от руските енергийни доставки (Русия е най-големият доставчик на газ за Европа). Една от причините за търсенето на алтернативни доставчици, източници и маршрути са газовите спорове между Русия и Украйна. Освен това, според Европейската комисия, потреблението на газ в Европа се очаква да се увеличи от 502 милиарда m³ през 2005 г. на 815 милиарда m³ през 2030 г., което означава, че сама Русия няма да бъде в състояние да задоволи търсенето.
Югоизточна Европа е важна, тъй като много региони са силно зависими от вноса на руски газ. Набуко има за цел да разнообрази доставките на газ, за да увеличи конкуренцията и сигурността. Симон Пирани, старши научен сътрудник от Оксфордския университет за енергийни изследвания, представя на делегатите на Украинския енергиен форум през 2013 г. списък с цени от руския вестник „Известия“: „Това, което те показват, са цените, по които се закупува руският газ в различните европейски страни и това показва нещо много просто. Ако сте част от Източна Европа и сте силно зависими от руския газ, вие плащате повече от $500/TCM; ако сте в Обединеното кралство, където имаме почти пълно господство над този вид пазар, плащате $300, или $370+ в Германия, което е някъде по средата.“

## История
Подготовки за проекта „Набуко“ започват през февруари 2002 г., когато първите преговори се провеждат между австрийската OMV и турската BOTAŞ. През юни 2002 г. пет компании (OMV от Австрия, MOL Group Унгария, Булгаргаз България, Transgaz Румъния и BOTAŞ от Турция) подписват протокол за намерението за построяването на газопровода Набуко. Протоколът е последван от споразумение за сътрудничество през октомври 2002 г. Името „Набуко“ идва от едноименната известна опера на Джузепе Верди, която петте партньора са слушали във Виенската държавна опера след срещата. През декември 2003 г. Европейската комисия отпуска финансиране в размер на 50% от общия размер на предвидените допустими разходи за проучване на възможностите за реализация, включително анализ на пазара, както и технически, икономически и финансови проучвания. На 28 юни 2005 г. от петте партньора в Набуко се подписва договорът за съвместно предприятие. Споразумението на министрите по въпроса за газопровода Набуко е подписано на 26 юни 2006 г. във Виена. На 12 септември 2007 г. Йозиас ван Аартсен е избран от Европейската комисия за координатор на проекта Набуко. През февруари 2008 г. немското дружество RWE става акционер в консорциума.
На 11 юни 2008 г. е подписан първият договор за доставка на газ от Азербайджан през газопровода Набуко за България. Президентът на Азербайджан Илхам Алиев потвърждава на 29 януари 2009 г., че Азербайджан планира най-малко да удвои производството си на газ през следващите пет години, с което да осигури доставките за тръбопровода. На 12 април 2009 г. министърът на енергетиката на Турция Хилми Гюлер потвърждава, че Турция е готова да подпише споразумение, ако 15% от природния газ преминава през газопровода Набуко.
Срещата на партньорите се състои на 27 януари 2009 г. в Будапеща. На срещата на високо равнище в София на 24 – 25 април 2009 г. газопроводът Набуко е обсъден наред с други енергийни въпроси , както и на срещата за Южен коридор в Прага на 8 май 2009 г.
Междуправителственото споразумение между Турция, Румъния, България, Унгария и Австрия е подписано от петте премиера на 13 юли 2009 г. в Анкара. По време на церемонията ЕС е представян от председателя Жозе Мануел Барозу и комисаря по енергетиката Андрис Пиебалгс, а САЩ са представени от специалния пратеник по Евроазиатската енергетика Ричард Морнингстар и от почетния член на Сенатския комитет на САЩ по външни отношения, сенатор Ричард Лугър. Унгария ратифицира споразумението на 20 октомври 2009 г., а България – на 3 февруари 2010 г. Румъния ратифицира споразумението на 16 февруари 2010 г. Турция е последната страна, която го ратифицира на 4 март 2010 г.
Правната рамка, създадена с междуправителственото споразумение, е подсилена с подписването през 2011 г. на Споразуменията за подкрепа на проекта (PSAs) между Набуко и всяка от транзитните държави. Основните елементи на PSAs са утвърждаване на преференциален регулаторен транзитен режим по силата на правото на ЕС, защита на газопровода Набуко от потенциални дискриминационни промени в закона и подкрепа за законодателни и административни действия за по-нататъшното изпълнение на проекта.
През май 2012 г. консорциумът „Набуко“ представя предложението „Набуко-Запад“ на консорциума „Шах Дениз“. На 10 януари 2013 г. Набуко Интернешенъл (Nabucco International) и Шах Дениз Партнърс (Shah Deniz partners) подписват споразумение за финансиране. Според споразумението Шах Дениз Партнърс ще вземат дял от 50% в проекта, ако е избран като маршрут за износа на газа на Шах Дениз.
Решението за избор на газопровода за европейския експорт на Шах Дениз се очаква да се вземе на 30 юни 2013 г. На 3 март 2013 г. Набуко Интернешенъл подписва меморандум за разбирателство с консорциума TANAP. Консорциумите Шах Дениз и Танап са подписали подобни споразумения и с партньорите по конкурентния проект за Трансадриатическия газопровод.  На 28 юни 2013 г. консорциумът Шах Дениз обявява, че е избрал Трансадриатическия газопровод пред Набуко за износа си на газ , което кара главният изпълнителен директор на OMV Герхард Ройс да раглежда проекта Набуко като „приключил“. 